# Американо-ливанские отношения
Американо-ливанские отношения — двусторонние отношения между Ливаном и США. Ливан имеет посольство в Вашингтоне (США), а США своё посольство в Бейруте (Ливан). Дипломатические отношения между странами были установлены в 1946 году.

## История
Соединенные Штаты, наряду с международным сообществом, поддерживает полную реализацию резолюции Совета Безопасности ООН, в том числе: разоружение всех ополченцев и развертывание ливанских вооружённых сил на всей территории Ливана. Соединенные Штаты считают, что мирный, процветающий и стабильный Ливан может внести важный вклад в достижении всеобъемлющего мира на Ближнем Востоке.
США участвуют в программе помощи, реабилитации и восстановления Ливана: с 1975 по 2005 год выделили более 400 млн долларов США для этой страны.